# Infopark (Budapest)
Infopark est un quartier de Budapest situé dans le 11e arrondissement. 

## Patrimoine urbain
Le périmètre englobe un campus commun aux universités Loránd Eötvös (ELTE) et polytechnique (BME). On y trouve également les sièges de plusieurs entreprises tournées vers la recherche et l'innovation.